# Студентско първенство
Студентското първенство е български футболен турнир. Организира се от Методичното обединение по футбол и Аматьорската футболна лига към БФС със съдействието на техните регионални структури. За първи път е проведено през 1948 г. в рамките на ежегодните студентски игри. В него участват представителни отбори на висшите учебни заведения. В първия етап отборите са разделени в 3 групи, като в група А се играе по една среща между отборите, а в Б и В група се изиграват два пълни кръга (есен - пролет) по системата „всеки срещу всеки“ на разменено гостуване. Срещите в този етап приключват до към 20 април. Във втория етап участват осем отбора от квалификационните групи, които играят четвъртфинали след пълен жребий на неутрален терен. Града се определя на равно разстояние от двата участващи отбора. Мачовете са без продължения, като при равенство се изпълняват наказателни удари за определяне на победителя. В този раздел срещите трябва да се изиграят до средата на май. Полуфиналните и финални срещи ще се играят до 24 май на допълнително определено място. Победителят в турнира получава златни медали, купа и званието „Студентски футболен шампион на България“, класиралите се на 2 и 3 място получават медали и флаг, а на 4 място – флаг. Дават се индивидуални награди за най-полезен състезател, голмайстор, защитник и вратар.

## Студентски шампиони
- 1948 - ВУФ (София)

....
- 1952 - ВУФ (София)
- 1953 - ВИФ „Георги Димитров“ (София)

....
- 1962 - ВИФ „Георги Димитров“ (София)

....
- 1966 - Висш педагогически институт (Пловдив)

....
- 1973 - ВИФ „Георги Димитров“ (София)

....
- 1975 - ВИФ „Георги Димитров“ (София)

....
- 1977 - ВМЕИ (Варна)

....
- 1979 - ВИФ „Георги Димитров“ (София)

....
- 1982 - ВФСИ „Д.А.Ценов“ (Свищов)
- 1983 - ВФСИ „Д.А.Ценов“ (Свищов)

....
- 1987 - ВИФ „Георги Димитров“ (София)
- 1988 - ВИХВП (Пловдив)
- 1989 - ВИФ „Георги Димитров“ (София)
- 1990 - НСА (София)
- 1991 - НСА (София)
- 1992 - НСА (София)

....
- 2000 - Пловдивски университет „Паисий Хилендарски“ (Пловдив)
- 2001 - НСА (София)
- 2002 - Югозападен университет „Неофит Рилски“ (Благоевград)
- 2003 - НБУ (София)
- 2004 - Аграрен университет (Пловдив)
- 2005 - НСА (София)
- 2006 - НСА (София)
- 2007 - Пловдивски университет „Паисий Хилендарски“ (Пловдив)